# Alexander Mašek
Alexander Mašek (* 4. března 1991) je český šipkař a bývalý hráč týmu Steel Lion.

## Kariéra
Šipkám se začal věnovat ve 13 letech jako doplněk k fotbalu, aktivně ale až v 21 letech.
V softových šipkách sesbíral mnoho tuzemských a regionálních úspěchů. Mezi největší patří titul mistra republiky s týmem Maséři z Veselky Jičín a titul mistra Evropy za reprezentaci České republiky. Je pětinásobným vítězem Regionálního TOP turnaje, trojnásobný mistr Polska a na mistrovství Evropy skončil pátý.
Ve steelových šipkách bral bronz z mistrovství republiky ve dvojích společně s Michalem Ulrichem. S týmem Steel Lions je dvojnásobný vicemistr republiky. S týmem Maséři Hradec Králové je vítězem Gamlin Cupu. Tentýž turnaj se mu povedlo ovládnout i v turnaji jednotlivců.
V roce 2020 se zúčastnil PDC Evropské Q-School, kde nejdále došel do last 64. Další tři turnaje skončil v last 128, last 512 a last 256. Poté se vydal na úvodní čtyři podniky PDC Challenge Tour, ve všech případech skončil v kole last 256. Na jednom z turnajů si ale připsal cenný skalp v podobě vítězství nad bývalým semifinalistou UK Open, Andrewem Gildingem.
V dubnu 2020 se stal jedním z deseti účastníků nově vzniklé Tipsport Premier League 2020. V úvodní fázi soutěže se mu nedařilo, následně se ale 8 výhrami v řadě posunul v tabulce dopředu a zajistil si postup do playoff. V semifinále porazil Adama Gawlase 10-8 a postoupil do finále. V přímém souboji o titul podlehl Vítězslavu Sedlákovi 6-10.
V roce 2021 se stal opět jedním z účastníků Tipsport Premier League, když obdržel divokou kartu.